# دوري زنجبار الممتاز 2017–18
دوري زنجبار الممتاز 2017–18 (بالإنجليزية: 2017–18 Zanzibar Premier League)‏ هو موسم من دوري زنجبار الممتاز. فاز فيه جيه.كيه.يو.